# Saint-Masmes

Saint-Masmes este o comună în departamentul Marne, Franța. În 2009 avea o populație de 454 de locuitori.